# جوزيف نيومان (مخرج أفلام)
جوزيف نيومان (بالإنجليزية: Joseph M. Newman)‏ (و. 1909 – 2006 م) هو مخرج أفلام أمريكي، ولد في لوغان، توفي في سيمي فالي، فينتورا، كاليفورنيا، عن عمر يناهز 97 عاماً.

## وصلات خارجية
- جوزيف نيومان على موقع IMDb (الإنجليزية)
- جوزيف نيومان على موقع ألو سيني (الفرنسية)
- جوزيف نيومان على موقع تيرنر كلاسيك موفيز (الإنجليزية)
- جوزيف نيومان على موقع أول موفي (الإنجليزية)
- جوزيف نيومان على موقع قاعدة بيانات الأفلام السويدية (السويدية)
- جوزيف نيومان على موقع إن إن دي بي (الإنجليزية)
- جوزيف نيومان على موقع قاعدة بيانات الفيلم (الإنجليزية)
- جوزيف نيومان على موقع كينوبويسك (الروسية)